# 林七六

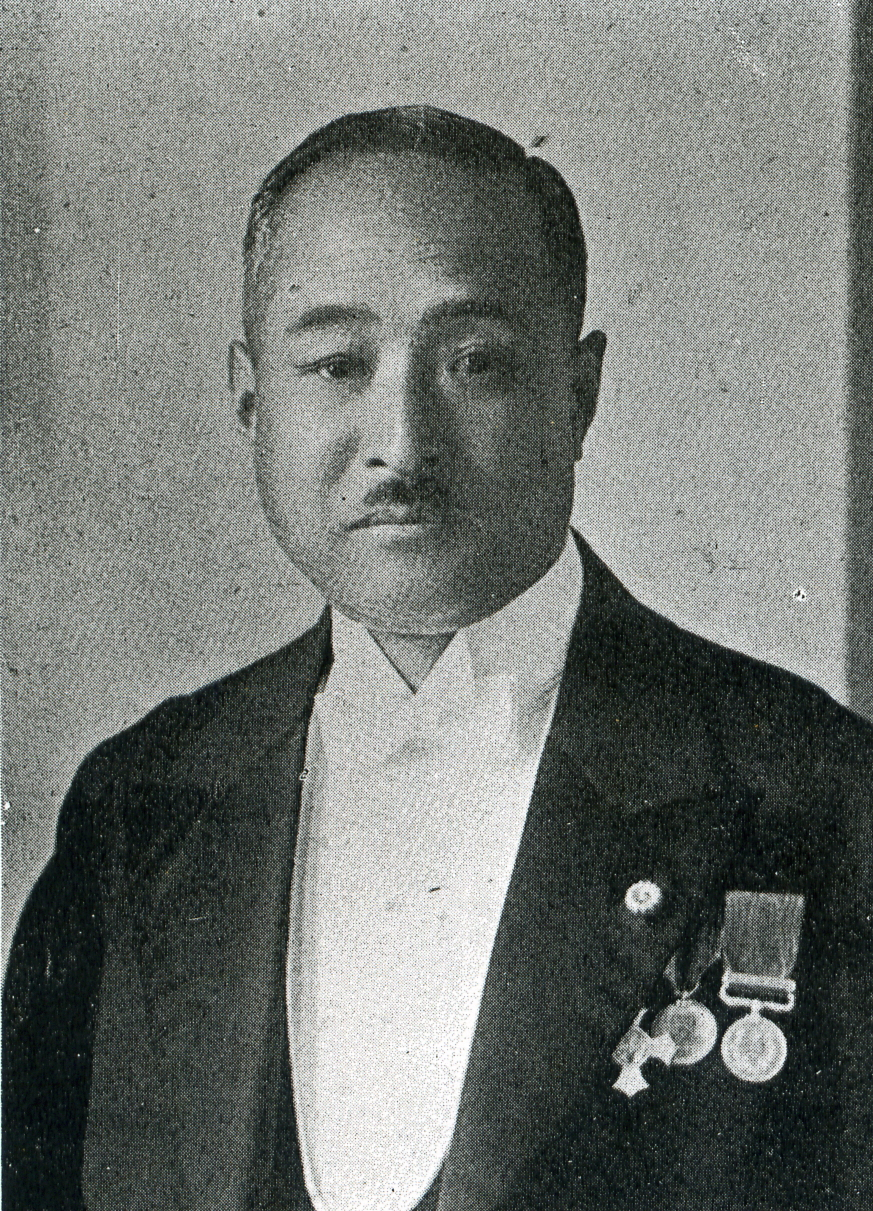
林七六

林 七六（はやし しちろく、1875年（明治8年）9月2日 - 1950年（昭和25年）2月9日）は、大正から昭和時代前期の実業家、政治家。衆議院議員、貴族院多額納税者議員、岡谷市会議長、長野県岡谷市長。

## 経歴・人物
林新一郎の長男として長野県諏訪郡平野村（現・岡谷市）に生まれる。1890年（明治23年）岡谷学校中等科を卒業。家業の醸造業を継ぎ、1928年（昭和3年）南信塩元売捌代表社員、長野県酒造組合連合会代議員、1935年（昭和10年）全国醤油醸造組合連合会理事、1939年（昭和14年）全国酒造組合中央会常任評議員、1940年（昭和15年）長野県石油配給会社社長など要職を歴任した。
この間、政治家としては、諏訪郡会議員、平野村会議員、長野県会議員（2期）を経て、1930年（昭和5年）2月、第17回衆議院議員総選挙（長野県第3区、立憲政友会公認）で当選し、衆議院議員に1期在任。1932年（昭和7年）長野県多額納税者として補欠選挙で貴族院多額納税者議員に互選され、同年8月25日から同年9月28日まで約1ヵ月在任した。
その後、1940年（昭和15年）岡谷市会議長、1945年（昭和20年）岡谷市長を歴任した。1946年（昭和21年）11月16日、市長を退任した。戦後、公職追放となった。